# Хатан-Батор Максаржав
Хатан-Батор Максаржав (монг. Хатанбаатар Магсаржав, Сандагдоржийн Магсаржав, 10 июня 1878 — 3 сентября 1927) — монгольский военачальник, участник Монгольской национально-освободительной революции 1911 года, военный министр Монголии (1922—1927). Герой Монгольской Народной Республики.

## Биография

### Предки
В конце XVII века в ходе войны между ойратским владыкой Галданом-Бошогту с маньчжурами и халхаскими феодалами предок Максаржава в седьмом поколении Доржи за войну с ойратами получил княжеский титул туслагч-гуна. Титул наследовал и сын Доржи Шагдаржав, всю жизнь бывший профессиональным военным, и все предки вплоть до отца Максаржава — Сандагдоржа.

### Ранние годы
Максаржав родился в 1878 году в местности Убурцаган в Итгэмжитском хошуне Сайн-Нойон-ханского аймака (ныне сомон Хутаг-Ундер аймака Булган) в семье обедневшего нойона Сандагдоржа. В 11 лет начал обучение чтению и письму у хошунного князя Ганжуржава, в 16 — женился на дочери местного арата Цэвэгмед. До 25 лет Максаржав работал на хошунного князя, помогшего ему обустроить собственное семейное хозяйство, в качестве пастуха и караванщика. После смерти отца унаследовал его титул. Пробовал заниматься сельским хозяйством (сеял и продавал хлеб, занимался пошивом одежды, выделкой овчин и мехов). К 30 годам у Максаржава было 10 детей, из которых выжила лишь половина.

### Военная карьера
В 1905 году благодаря унаследованному от отца титулу поступил на шестимесячную службу в халхаскую джасу при канцелярии амбаня в Кобдо. После окончания службы, значительно расширившей политический кругозор Максаржава, он вернулся в родные края.
В 1911 году Максаржав был назначен советником по монгольским делам при кобдоском амбане. После провозглашения независимости Монголии в конце года Максаржав передал амбаню требование об удалении из города, и лично доложил о его отказе в Урге. После доклада министру внутренних дел был оставлен на работу в аппарате министерства.
В мае 1912 года Максаржав, вместе с Дамдинсурэном, был назначен командующим армией освобождения Кобдо. Армия числом в 2 тыс. чел., подкреплённая отрядами, ведомыми Джа-ламой, Тогтохо-тайджи и Джалханца-хутухтой Дамдинбазаром, 9 июля взяла штурмом крепость гарнизона, разбив подкрепления, шедшие на помощь китайцам из синьцзянского Шара-Сумэ. В момент штурма крепости Максаржав возглавлял отряд из 28 цириков, первым преодолевший крепостную стену. После победы Максаржав получил от Богдо-гэгэна VIII титул «Непреклонный богатырь» (монг. Хатанбаатар).
После освобождения Кобдо Максаржав возглавил поход в Улясутай, однако вскоре был отозван обратно в Кобдо для обороны от 10-тысячной армии сторонника китайцев Палта-вана. Армия из 4 тысяч дербетов, халхасцев и танну-урянхайцев под его командованием разбила войска Палта-вана. Затем Максаржав защищал приалтайские регионы Монголии от вторгшихся туда казахов, отряды которых были разгромлены им у реки Сагсайн-Гол и озера Толбо-Нуур.
Согласно донесениям русских дипломатов, в этот период Максаржав, как и другие местные феодалы, фактически, подчинялись Джа-ламе, а монгольское правительство боялось его сердить, чтобы не потерять Кобдосский округ.
Весной 1913 года Максаржав был отозван в столицу и получил назначение в военное министерство (в этот период состоялось его знакомство с Сухэ-Батором), после чего возглавлял пограничные войска, охранявшие китайскую границу близ внутреннемонгольского Долоннора. На следующий год он должен был возглавить операцию по захвату Хух-Хото, однако, из-за появления в регионе российских войск, операцию пришлось отменить. Максаржав был награждён медалью богдо-ханской Монголии «Шар жолоо». После отзыва монгольских войск в столицу за охрану южных и восточных границ Монголии Максаржаву был присвоен титул «дархан чин-ван», он перешёл на службу в министерство внутренних дел.
В последующие годы сражался с войсками хорчинского князя Бавужава, грабившими восточные области; в операции против Бавужава отличился командир пулемётной роты Сухэ-Батор. За эту операцию Максаржав получил титул «жун-ван». Зимой 1917 года с отрядом в несколько сотен цириков вытеснял китайские войска, нарушившие юго-западную границу Монголии.
В 1918 году был пожалован собственным хошуном, выделенным из родового.
Весной 1919 года был послан на северо-запад страны в пограничные с Танну-Урянхаем районы для предотвращения инфильтрации русских белых отрядов в Монголию. В этот период он сотрудничает с командирами пограничных частей Красной армии.

### Китайская оккупация
После оккупации Урги корпусом генерала Сюй Шучжэна в 1919 году подвергался задержанию и обыску китайскими солдатами.
Осенью 1920 года Максаржав был арестован по подозрению в контактах с группами сопротивления оккупантам. Был освобождён белогвардейцами после изгнания китайцев из Урги генералом Унгерн-Штернбергом в феврале 1921 года, в то время как его давний товарищ Манлай-Батор Дамдинсурэн скончался от пыток в заключении. В период с 15 февраля по 13 марта 1921 года Максаржав занимал должность командующего всеми монгольскими войсками в реставрированной Унгерном монархии Богдо-хана; совместно с подразделениями Азиатской Конной дивизии очищал страну от остававшихся китайских войск и шедших к ним подкреплений.

### Переход на сторону МНРП
В конце мая Максаржав вместе с Джалханца-хутухтой отправились в Улясутай. Унгерн считал Максаржава своим сторонником и лично преданным ему человеком, однако тот вошёл в сношения с Сухэ-Батором, а, узнав о июньском поражении Унгерна под Троицкосавском, открыто перешёл на сторону Монгольской народной партии и изъявил желание работать с Временным революционным правительством Монголии, что расценивалось унгерновцами как акт измены. Ещё раньше, весной 1921 Чойбалсан привлёк сына Максаржава Сундуйсурэна на сторону МНП и назначил его начальником секретного отдела своего штаба.
В июле 1921 года Максаржав поднял восстание против белогвардейцев в Улясутайском районе. Его солдаты уничтожили стоявших в Улясутае унгерновских белогвардейцев-бурят, а затем преследовали уходившие из района подразделения полковника Сокольницкого. В Улясутайском районе и окрестностях по вине Максаржава было убито около 100 – 150 русских мирных жителей, в том числе женщин и детей, а сам город Улясутай разграблен (данные недостоверны).
До середины 1922 года Максаржав уничтожал остатки Азиатской дивизии, а также вёл боевые действия против сепаратистов Джа-ламы в районе Кобдо. Весной 1922 года был назначен заместителем, а с 20 декабря 1922 года — военным министром. За заслуги в борьбе с белыми 10 января 1922 года был награждён советским орденом Боевого Красного Знамени.
25 марта 1922 года на пленуме ЦК МНРП был принят в ряды партии, получив к своему титулу «Хатан-Батор» приставку Народный (монг. Ардын). 24 апреля 1924 года получил звание Героя Монголии. Весной 1924 года по приглашению командующего 5-й армией И. П. Уборевича посетил Читу, в том же году ездил в Танну-Туву для урегулирования вопроса о статусе этого государства, а также совершил поездку в Москву, где от лица III съезда МНРП передал наркому М. В. Фрунзе красное знамя.
На III съезде МНРП в 1925 году был избран кандидатом в ЦК партии, на IV съезде в 1925 года — членом пленума ЦК МНРП, на I Великом хурале — депутатом Малого хурала, а на первом пленуме Улан-баторского комитета МНРП — членом контрольно-ревизионной комиссии горкома.
Перейдя на сторону Революции, Максаржав официально отказался ото всех княжеских титулов и наград прежнего правительства, однако правительство в порядке исключения сохранило за ним почётное звание «Хатан-Батор», дополнив его званием «Народный» («Ардын Хатан-Батор»). 31 декабря 1926 на заседании Президиума Малого хурала МНР был награждён монгольским орденом Боевого Красного Знамени, став его первым кавалером.
В 1926 году Максаржав серьёзно заболел, у него развился паралич рук и ног, возможно вследствие инсульта. В период улучшения после лечения вернулся в родные края в Дунд-Хайлантай, где и скончался 3 сентября 1927 года. Похоронен в мавзолее на своей родине, в Булгане (перезахоронен в конце 1970 года).

## Память
- Именной танк Т-34 в 112-й танковой бригаде РККА ВС СССР;
- Улица Хатан-Батора Максаржава (монг. Хатанбаатар Магсаржавын гудамж) располагается в районе Баянгол Улан-Батора.

## Киновоплощения
- «Исход» — советско-монгольский художественный фильм (1968); в роли Навааны Дугарсанжаа
- «Кочующий фронт» — советский художественный фильм (1972); в роли Асанбек (Арсен) Умуралиев
- «Хатан-Батор» (монг. "Хатанбаатар") — художественный фильм peжиссёра Г. Жигжидсурэна (Монголия, 1981); в роли Л. Эрдэнэбулган.